# Ginnastica ai Giochi della X Olimpiade
La competizione di Ginnastica artistica dei Giochi della X Olimpiade si sono svolte al Memorial Coliseum di Los Angeles dall'8 al 10 agosto 1932. 
Si sono disputati 11 eventi tutti maschili.

## Podi
| Evento                           | Oro                                                                               | Perform. | Argento                                                                       | Perform. | Bronzo                                                                                               | Perform. |
| Concorso individuale (dettagli)  | Romeo Neri                                                                        | 140,625  | István Pelle                                                                  | 134,925  | Heikki Savolainen                                                                                    | 134,575  |
| Concorso a squadre (dettagli)    | Italia Romeo Neri Mario Lertora Savino Guglielmetti Oreste Capuzzo Franco Tognini | 541,850  | Stati Uniti Frank Haubold Fred Meyer Al Jochim Frank Cumiskey Michael Schuler | 522,275  | Finlandia Heikki Savolainen Mauri Nyberg-Noroma Einari Teräsvirta Ilmari Pakarinen Martti Uosikkinen | 509,775  |
| Corpo libero (dettagli)          | István Pelle                                                                      | 28,8     | Georges Miez                                                                  | 28,3     | Mario Lertora                                                                                        | 27,7     |
| Volteggio (dettagli)             | Savino Guglielmetti                                                               | 54,1     | Al Jochim                                                                     | 53,3     | Ed Carmichael                                                                                        | 52,6     |
| Parallele simmetriche (dettagli) | Romeo Neri                                                                        | 56,9     | István Pelle                                                                  | 55,8     | Heikki Savolainen                                                                                    | 54,8     |
| Sbarra (dettagli)                | Dallas Bixler                                                                     | 55,0     | Heikki Savolainen                                                             | 54,2     | Einari Teräsvirta                                                                                    | 54,2     |
| Anelli (dettagli)                | George Gulack                                                                     | 56,9     | Bill Denton                                                                   | 55,8     | Giovanni Lattuada                                                                                    | 55,5     |
| Cavallo con maniglie (dettagli)  | István Pelle                                                                      | 57,2     | Omero Bonoli                                                                  | 56,6     | Frank Haubold                                                                                        | 55,7     |
| Salita alla fune (dettagli)      | Raymond Bass                                                                      | 6"7      | William Galbraith                                                             | 6"8      | Thomas Connolly                                                                                      | 7"0      |
| Clave indiane (dettagli)         | George Roth                                                                       | 26,9     | Phil Erenberg                                                                 | 26,7     | William Kuhlemeier                                                                                   | 25,9     |
| Tumbling (dettagli)              | Rowland Wolfe                                                                     | 56.7     | Edwin Gross                                                                   | 56.0     | William Hermann                                                                                      | 55.1     |

## Medagliere
| Posizione | Paese       | Oro | Argento | Bronzo | Totale |
| --------- | ----------- | --- | ------- | ------ | ------ |
| 1         | Stati Uniti | 5   | 6       | 5      | 16     |
| 2         | Italia      | 4   | 1       | 2      | 7      |
| 3         | Ungheria    | 2   | 2       | 0      | 4      |
| 4         | Finlandia   | 0   | 1       | 4      | 5      |
| 5         | Svizzera    | 0   | 1       | 0      | 1      |
| Totale    | Totale      | 11  | 11      | 11     | 33     |